# جیلیان چونگ
جیلیان چونگ (انگلیسی: Gillian Chung؛ زادهٔ ۲۱ ژانویه ۱۹۸۱) یک هنرپیشه و خواننده اهل جمهوری خلق چین است.
از فیلم‌ها یا برنامه‌های تلویزیونی که وی در آن نقش داشته است می‌توان جکی و خون‌آشامان، جکی و خون‌آشامان ۲، عشق بر روی صخره‌ها، خانه خشم، مفتون ابدی، کابوس، کیکبال، ایپ من: مبارزه نهایی و ..... را نام برد.